# Chindrieux
Chindrieux [ʃɛ̃dʁijø] ist eine französische Gemeinde mit 1488 Einwohnern (Stand 1. Januar 2022) im Département Savoie in der Region Auvergne-Rhône-Alpes. Sie gehört zum Arrondissement Chambéry und ist Mitglied im Gemeindeverband Communauté d’agglomération Grand Lac. Die Bewohner werden Chindrolais und Chindrolaises genannt.

## Geographie

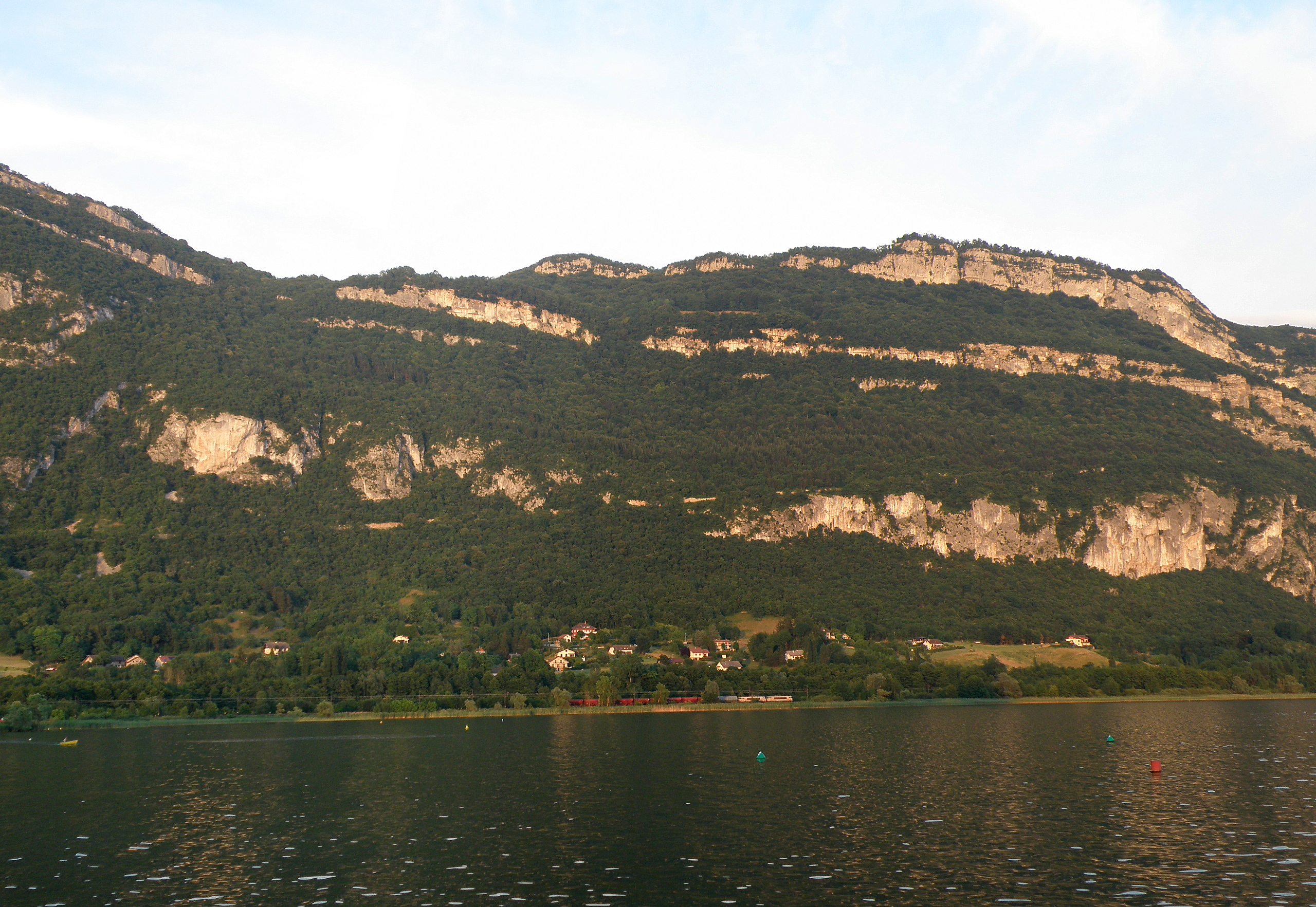
Der Weiler Groisin im Abendlicht vor der Montagne de Cessens

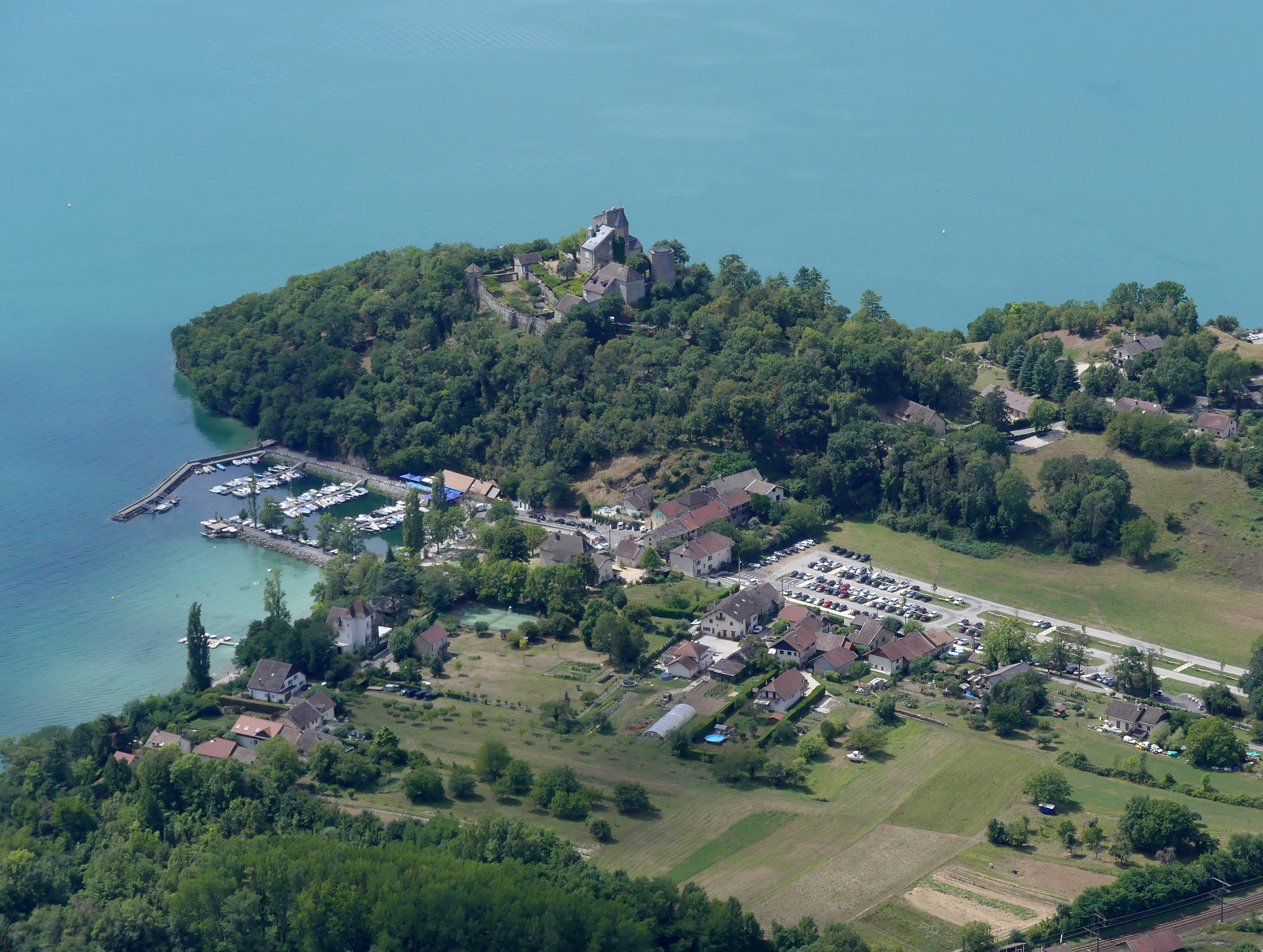
Châtillon und das Château de Châtillon

Chindrieux liegt auf 284 m, etwa 29 Kilometer nördlich der Präfektur Chambéry und 23 Kilometer westsüdwestlich der Stadt Annecy (Luftlinie). Das Dorf erstreckt sich in der Chautagne nördlich des Lac du Bourget, leicht erhöht am östlichen Rand des breiten Rhonetals, am Westfuß der Montagne de Cessens.
Die Fläche des 16,42 km² großen Gemeindegebiets umfasst einen Abschnitt des Rhônetals. Der westliche Gemeindeteil nimmt die rund 3 km breite Talebene ein, die sich nördlich an den Lac du Bourget anschließt, jedoch bereits zum Rhônetal gehört. Die Ebene, einst ein großes Sumpfgebiet, ist heute insbesondere in den Randzonen drainiert, während sich in der Mitte noch ein nicht kultiviertes Moorgebiet befindet (Marais de Chautagne). Ganz im Westen reicht das Gemeindeareal bis an den Canal de Savières, den Abfluss des Lac du Bourget. Im Süden besitzt Chindrieux eine rund fünf Kilometer lange Seeuferlinie am Lac du Bourget. Hier schiebt sich der Hügel von Châtillon (291 m) als Halbinsel in den See hinaus.
Östlich an die Ebene der Chautagne respektive an das Seeufer schließt sich ein zunächst sanft, später sehr steil ansteigender Hang an, der dicht bewaldet und von mehreren Felswänden durchzogen ist. Der Gemeindeboden erstreckt sich bis auf den Kamm der Montagne de Cessens und auf den Col du Sapenay. Hier wird mit 900 m die höchste Erhebung von Chindrieux erreicht. In geologischer Hinsicht bildet der Kamm der Montagne de Cessens die südliche Fortsetzung der Antiklinale der Montagne du Gros Foug.
Zu Chindrieux gehören neben dem eigentlichen Ortskern auch mehrere Weilersiedlungen und Gehöfte, darunter:
- Viuz (250 m) am östlichen Rand des Rhônetals
- Praz (246 m) am östlichen Rand des Rhônetals
- Vars (260 m) westlich an Chindrieux anschließend
- Lachat (480 m) am Westhang des Mont Clergeon
- Les Carrel (290 m) südlich an Chindrieux anschließend
- Chaudieu (241 m) am östlichen Rand der Talebene
- Châtillon (240 m) am Nordufer des Lac du Bourget
- Groisin (260 m) am Hang östlich des Lac du Bourget

Nachbargemeinden von Chindrieux sind Ruffieux im Norden, Entrelacs im Osten, Saint-Pierre-de-Curtille und Conjux im Süden und Südwesten sowie Chanaz und Vions im Westen.

## Geschichte
Das Gemeindegebiet von Chindrieux war schon sehr früh besiedelt. Am Ufer des Lac du Bourget bestand während der Bronzezeit eine Pfahlbautensiedlung (45° 47′ 52,6″ N, 5° 51′ 8″ O). Sie wurde in der zweiten Hälfte des 19. Jahrhunderts entdeckt und 2011 in die Liste prähistorischer Pfahlbauten um die Alpen des UNESCO-Welterbes aufgenommen, nachdem sie bereits als Monument historique klassifiziert war. Dendrochronologische Untersuchungen wiesen mindestens 28 verschiedene Fälldaten nach, bei denen Holz zur Errichtung, Reparatur oder Erweiterung verwendet wurde. Die Daten reichten von 906 v. Chr. bis 814 v. Chr., was einen verhältnismäßig kurzen Abschnitt der späten Bronzezeit darstellt. Aus der Römerzeit sind Keramikfragmente erhalten.
Erstmals urkundlich erwähnt wird Chindrieux im Jahre 1146 unter dem Namen Cintriacum. Im Lauf der Zeit wandelte sich die Bezeichnung über Chantriac (1294), Chintriaco (1420), Chindriaci (1570) und Chindrieu (1607) zum heutigen Namen. Der Ortsname geht auf den gallorömischen Geschlechtsnamen Cantrius zurück und bedeutet so viel wie Landgut des Cantrius (Cantriacum).
Die vermutlich im 12. Jahrhundert erbaute Burg Châtillon auf dem isolierten Hügel am Nordufer des Lac du Bourget war lange Zeit Mittelpunkt einer Herrschaft. Sie gehörte im 13. Jahrhundert den Herren von Montluel und gelangte im 14. Jahrhundert durch Erbfolge an die Familie Seyssel von Aix. Im 12. Jahrhundert wurde in Chindrieux ein Cluniazenserpriorat gegründet, das von Nantua abhängig war. Das Priorat wurde 1872 zerstört.

## Sehenswürdigkeiten

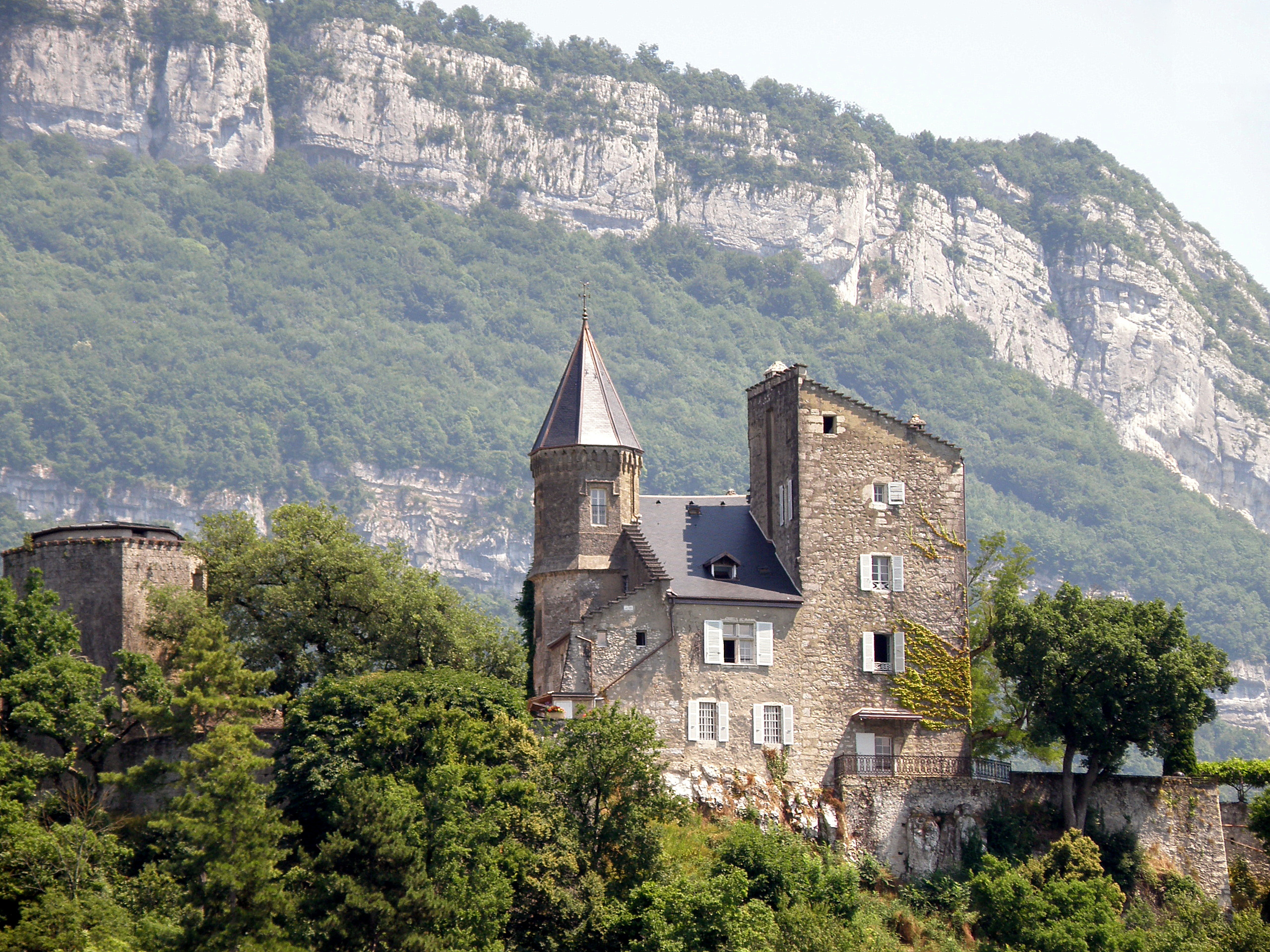
Das Château de Châtillon vor der Montagne de Cessens

Die heutige Pfarrkirche von Chindrieux wurde im 19. Jahrhundert im Stil der Neugotik erbaut. Überreste der früheren Kirche sowie des ehemaligen Priorates sind erhalten. Das Château de Châtillon geht ursprünglich auf das 12. und 13. Jahrhundert zurück. Aus dieser Zeit sind jedoch nur Teile des Bergfrieds und der Umfassungsmauer erhalten und als Monument historique eingeschrieben. Das heutige Schloss, das in einem Park steht, ist das Resultat von Umbauten im 15. und 18. Jahrhundert. Es ist aus Kalkstein und Travertin gebaut. In der Umgebung von Chindrieux befinden sich weitere Schlösser und Herrschaftssitze, darunter das Château de la Tour (ursprünglich aus dem 13. Jahrhundert), das Château Journet (heute ein Landwirtschaftsbetrieb), das Château de Chaudieu (1356 erwähnt) und das Château de Champfleury.

## Bevölkerungsentwicklung
| Jahr                       | 1962 | 1968 | 1975 | 1982 | 1990 | 1999 | 2006 | 2011 | 2020 |
| Einwohner                  | 733  | 805  | 800  | 951  | 1059 | 1092 | 1185 | 1266 | 1408 |
| Quellen: Cassini und INSEE |      |      |      |      |      |      |      |      |      |

Mit 1488 Einwohnern (Stand 1. Januar 2022) gehört Chindrieux zu den kleineren Gemeinden des Département Savoie. Nachdem die Einwohnerzahl in der ersten Hälfte des 20. Jahrhunderts rückläufig war, wurde seit Mitte der 1970er Jahre wieder eine deutliche Bevölkerungszunahme verzeichnet.

## Wirtschaft und Infrastruktur
Chindrieux war bis weit ins 20. Jahrhundert hinein ein vorwiegend durch die Landwirtschaft geprägtes Dorf. Von Bedeutung ist insbesondere der Weinbau an den Hängen um Chindrieux. Das Dorf liegt in der Weinbauregion Savoie. Weißweine aus der Rebsorte Altesse (lokal Roussette genannt) dürfen unter der geschützten Herkunftsbezeichnung Roussette de Savoie vermarktet werden. Für Weißweine anderer Rebsorten sowie Rotweine gilt die AOC Vin de Savoie.
Daneben gibt es heute verschiedene Betriebe des lokalen Kleingewerbes. Mittlerweile hat sich das Dorf auch zu einer Wohngemeinde entwickelt. Viele Erwerbstätige sind Pendler, die in den größeren Ortschaften der Umgebung, vor allem im Raum Aix-les-Bains und Chambéry, ihrer Arbeit nachgehen.
Die Ortschaft ist verkehrsmäßig recht gut erschlossen. Sie liegt an der Departementsstraße D991, die von Aix-les-Bains nach Seyssel führt. Weitere Straßenverbindungen bestehen mit Chanaz, Conjux und Cessens. Der nächste Anschluss an die Autobahn A41 befindet sich in einer Entfernung von rund 18 Kilometern. Der Ortsteil Châtillon besitzt einen Bahnhof an der Bahnstrecke Culoz–Modane.

### Ausbildung
In Chindrieux befindet sich eine Vor- und Grundschule (école primaire).